# Conviasa
Conviasa is de grootste en nationale luchtvaartmaatschappij van Venezuela en heeft haar hub op de luchthaven van Caracas en een basis op de luchthaven van Porlamar. De maatschappij vliegt naar alle Amerika’s en Rusland.

## Geschiedenis
Op 23 januari 1997 ging de destijds nationale luchtvaartmaatschappij van Venezuela, Viasa, failliet. Daarom werden er in mei 2001 plannen gemaakt voor een nieuwe maatschappij. Dat project kwam stil te liggen en werd op 1 oktober 2003 pas weer opgepakt. Conviasa werd vervolgens op 31 maart 2004 opgericht na een handtekening van destijds president Hugo Chávez. Op 28 november van datzelfde jaar volgde de eerste vlucht en op 10 december 2004 begon de officiële vluchtuitvoering.
Na Conviasa-vlucht 2350 en twee noodlandingen werd op 17 september 2010 de gehele vloot van Conviasa aan de grond gehouden voor technische controles. Op 1 oktober 2010 mochten de vliegtuigen weer vliegen. Toch werd de maatschappij op 3 april 2012 op de Europese zwarte lijst gezet vanwege zorgen over de veiligheid. Conviasa zou niet adequaat gehandeld hebben om toekomstige incidenten te voorkomen. Op 10 juli 2013 werd de verbanning opgeheven.
Op 5 mei 2017 moest Conviasa alle internationale vluchten schrappen, omdat de maatschappij onvoldoende buitenlandse valuta had om verzekeringen te betalen. Eind 2019 konden de eerste internationale vluchten weer beginnen.
Conviasa staat bekend om opvallende routes. Deze worden politiek gekozen en zorgen zelden voor winst. Zo vloog de maatschappij onder andere naar Algerije, China, Iran, Qatar en Syrië.

## Vloot

### Huidige vloot
Conviasa vliegt naar de volgende bestemmingen (augustus 2024):
| Type                      | In dienst | Orders | Opmerkingen                     |
| ------------------------- | --------- | ------ | ------------------------------- |
| Airbus A340-200           | 2         | —      | YV1004 opgeslagen               |
| Airbus A340-300           | 1         | —      | YV3507, opgeslagen              |
| Airbus A340-600           | 3         | —      | Geleased van Mahan Air          |
| ATR 42-400                | 1         | —      | YV1009, geparkeerd              |
| Cessna 208B Grand Caravan | 6         | —      | Opererend als Conviasa Regional |
| Embraer 190               | 15        | —      | 8 toestellen geparkeerd         |
| Regeringstoestellen       |           |        |                                 |
| Airbus ACJ319             | 1         | —      | YV3016                          |
| Embraer Lineage 1000      | 1         | —      | YV2984                          |
| Totaal                    | 30        | —      |                                 |

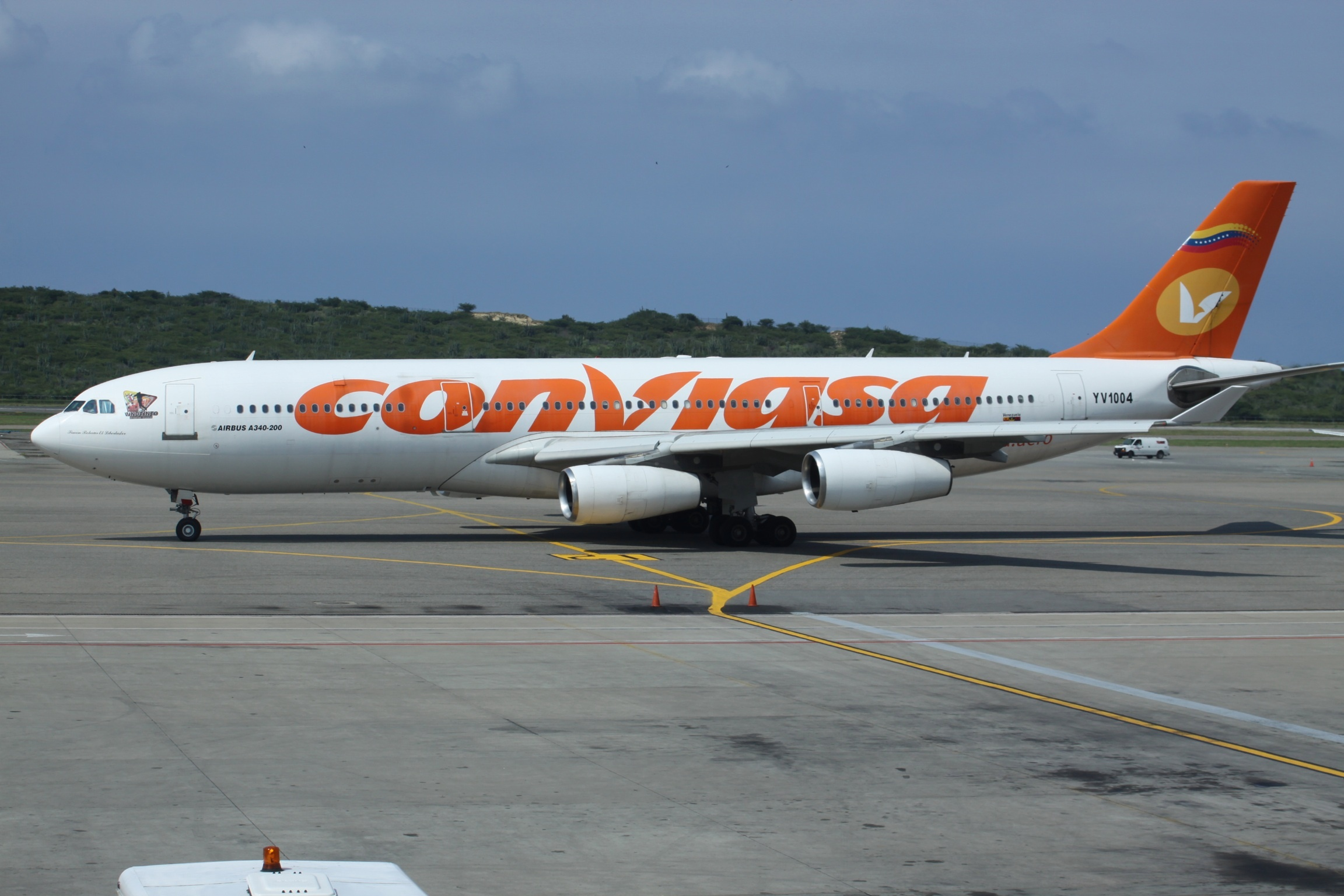
Airbus A340-200
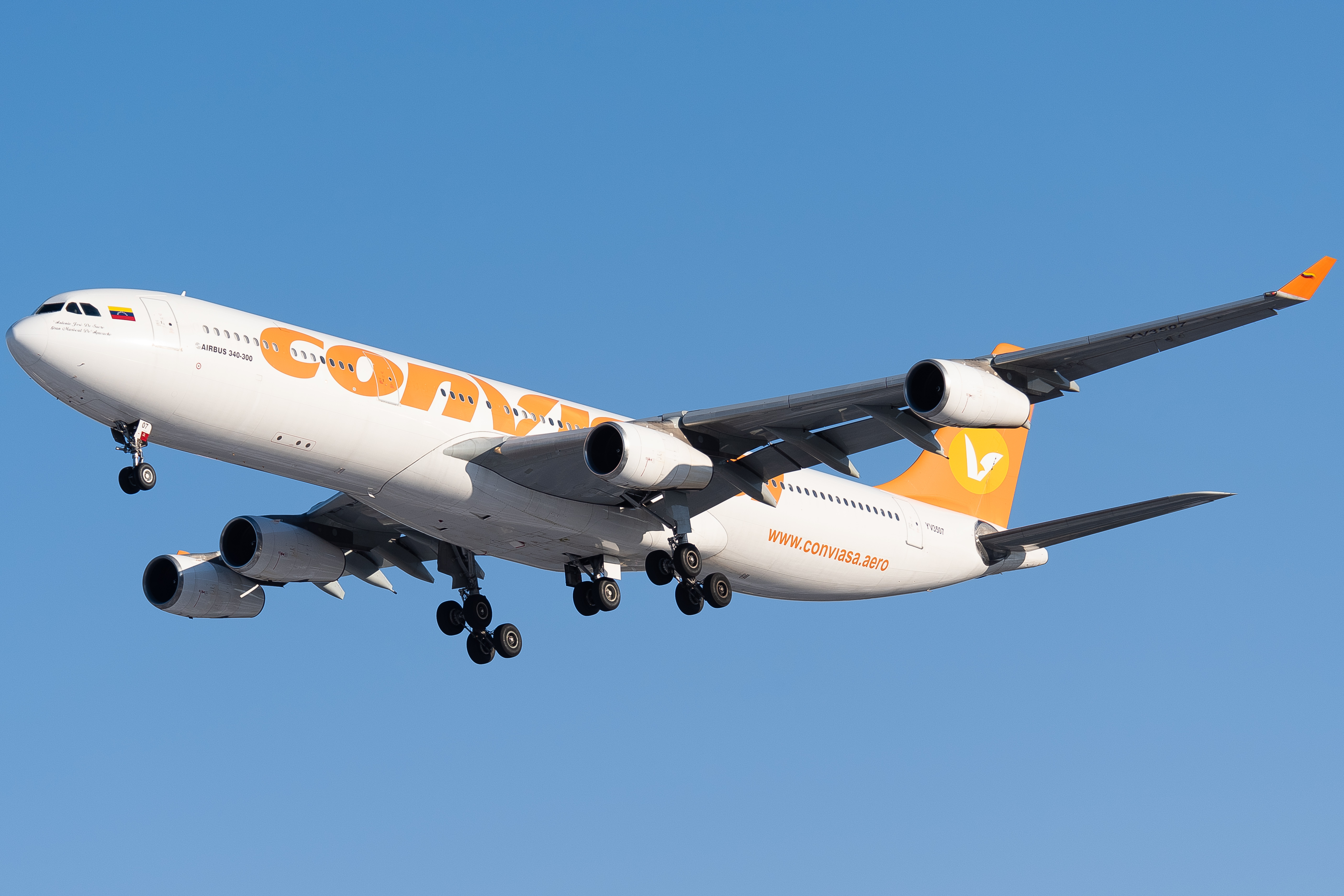
Airbus A340-300
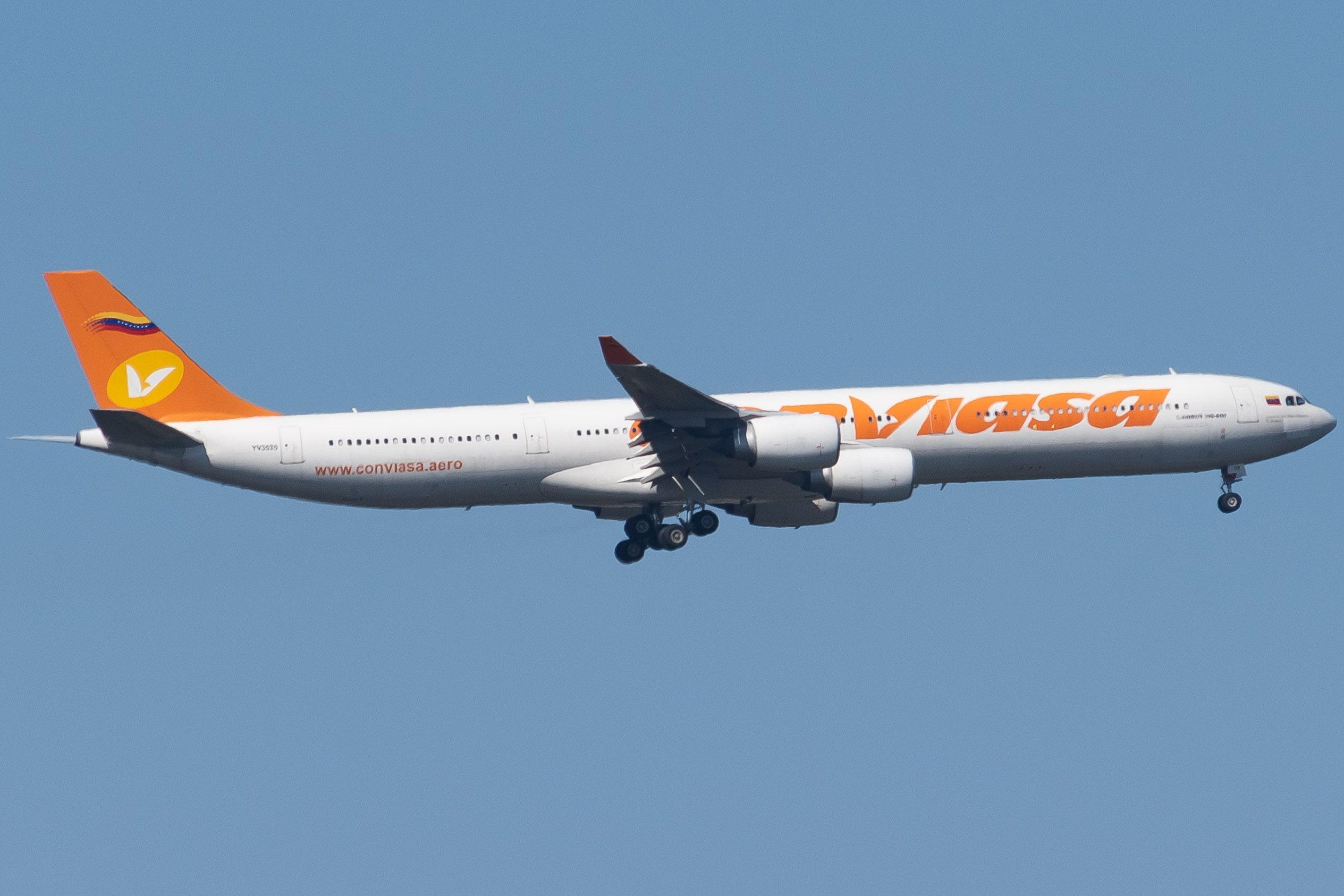
Airbus A340-600
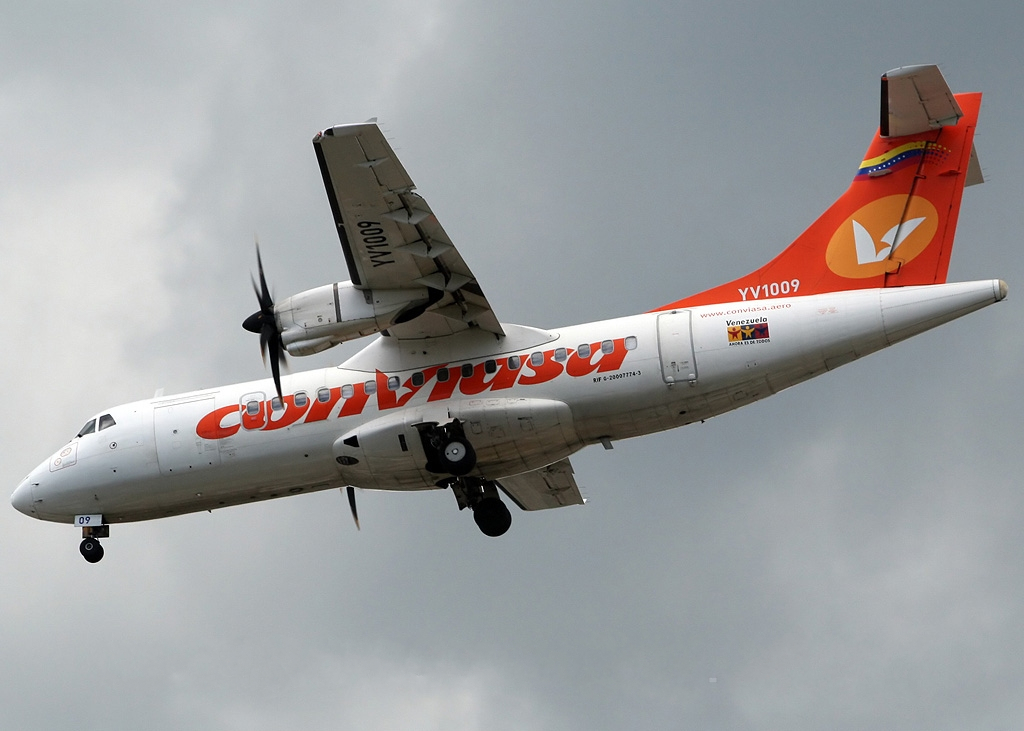
ATR 42-400
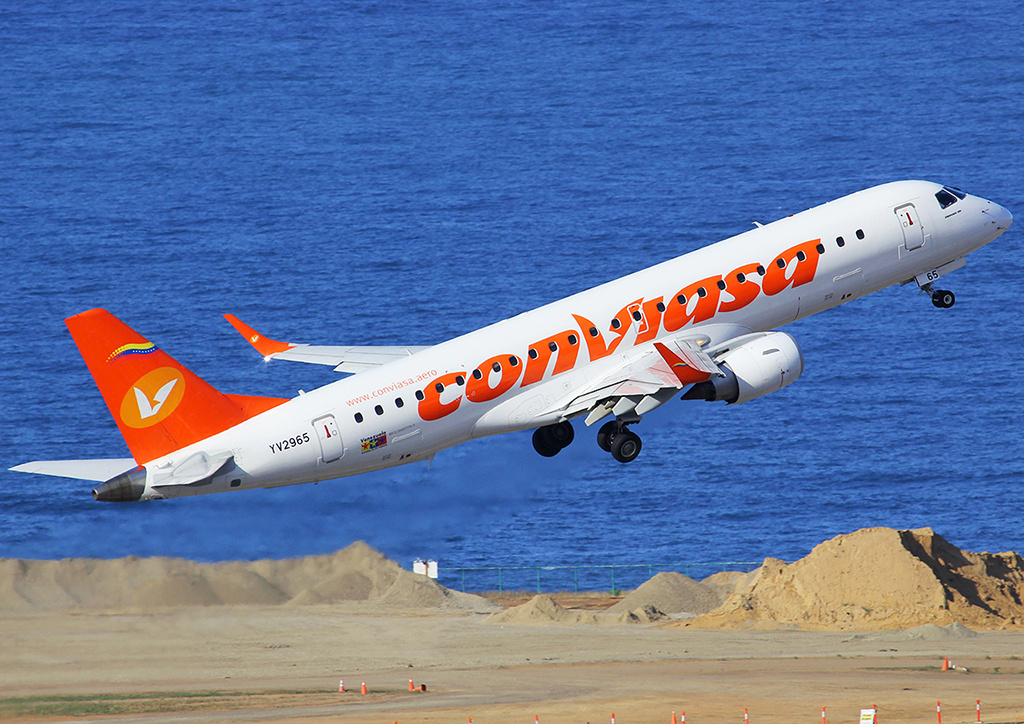
Embraer 190

### Voormalige vloot
De vloot van Conviasa bestond ook uit de volgende toestellen:
| Type                       | Aantal | In dienst | Uitgefaseerd | Opmerkingen                            |
| -------------------------- | ------ | --------- | ------------ | -------------------------------------- |
| Airbus A330-200            | 1      | 2015      | 2015         | Geleased van Hi Fly                    |
| Airbus A330-300            | 1      | 2015      | 2015         | Geleased van AirAsia X                 |
| Airbus A340-300            | 3      | 2014      | 2015         |                                        |
| ATR 42-300                 | 2      | 2006      | 2010         |                                        |
| ATR 72-200                 | 3      | 2007      | 2013         |                                        |
| Boeing 737-200             | 10     | 2004      | 2012         |                                        |
| Boeing 737-200             | 1      | 2019      | 2019         | Uitgevoerd voor regering               |
| Boeing 737-300             | 4      | 2005      | 2016         |                                        |
| Boeing 767-300ER           | 1      | 2014      | 2015         | Uitgevoerd door Blue Panorama Airlines |
| Boeing 747-400             | 2      | 2015      | 2017         | Geleased van Wamos Air                 |
| Bombardier CRJ-700         | 4      | 2009      | 2019         | Geleased van PDVSA                     |
| De Havilland Canada Dash 7 | 2      | 2004      | 2010         |                                        |

## Bestemmingen
Conviasa vliegt naar de volgende bestemmingen (augustus 2024):
| Land                           | Stad                    | Luchthaven                                                      | Opmerkingen           |
| ------------------------------ | ----------------------- | --------------------------------------------------------------- | --------------------- |
| Barbados                       | Bridgetown              | Grantley Adams International Airport                            |                       |
| Bolivia                        | Santa Cruz de la Sierra | Aeropuerto Internacional Viru Viru                              |                       |
| Brazilië                       | Manaus                  | Aeroporto Internacional de Manaus                               |                       |
| China                          | Guangzhou               | Internationale luchthaven Guangzhou Baiyun                      | Vanaf 27 oktober 2024 |
| Cuba                           | Havana                  | José Martí International Airport                                |                       |
| Mexico                         | Cancún                  | Internationale luchthaven van Cancún                            |                       |
| Mexico                         | Mexico-Stad             | Internationale luchthaven Generaal Felipe Ángeles               |                       |
| Nicaragua                      | Managua                 | Luchthaven Managua                                              |                       |
| Rusland                        | Moskou                  | Internationale luchthaven Vnoekovo                              |                       |
| Saint Vincent en de Grenadines | Kingstown               | Argyle International Airport                                    |                       |
| Venezuela                      | Barcelona               | Aeropuerto Internacional General José Antonio Anzoátegui        |                       |
| Venezuela                      | Barinas                 | Aeropuerto Luisa Cáceres de Arismendi                           |                       |
| Venezuela                      | Barquisimeto            | Aeropuerto Internacional Jacinto Lara                           |                       |
| Venezuela                      | Caracas                 | Aeropuerto Internacional de Maiquetía Simón Bolívar             | hub                   |
| Venezuela                      | Ciudad Guayana          | Aeropuerto Internacional Manuel Piar                            |                       |
| Venezuela                      | Cumaná                  | Aeropuerto Internacional Antonio José de Sucre                  |                       |
| Venezuela                      | El Vigía                | Aeropuerto Juan Pablo Pérez Alfonzo                             |                       |
| Venezuela                      | Gran Roque              | Aeropuerto Los Roques                                           |                       |
| Venezuela                      | La Fría                 | Aeropuerto Internacional "Francisco García de Hevia" de La Fría |                       |
| Venezuela                      | Punto Fijo              | Aeropuerto Internacional Josefa Camejo                          |                       |
| Venezuela                      | Maracaibo               | Aeropuerto Internacional Antonio José de Sucre                  |                       |
| Venezuela                      | Maturín                 | Aeropuerto Internacional José Tadeo Monagas                     |                       |
| Venezuela                      | Porlamar                | Aeropuerto Internacional del Caribe Santiago Mariño             | basis                 |
| Venezuela                      | Puerto Ayacucho         | Aeropuerto Cacique Aramare                                      |                       |
| Venezuela                      | San Antonio del Táchira | Aeropuerto Internacional General Cipriano Castro                |                       |
| Venezuela                      | Santo Domingo           | Aeropuerto Internacional de Santo Domingo                       |                       |
| Venezuela                      | Tucupita                | Aeropuerto San Rafael                                           |                       |
| Venezuela                      | Valencia                | Aeropuerto Internacional Arturo Michelena                       |                       |
| Venezuela                      | Valera                  | Aeropuerto Internacional Antonio Nicolás Briceño                |                       |

### Codeshare-overeenkomsten
Conviasa heeft codeshare-overeenkomsten met de volgende luchtvaartmaatschappijen:
- Syrian Air[19]

Ook heeft de maatschappij in juni 2023 een MvO gesloten met Aeroflot voor Caribische landen. Daarnaast had de maatschappij in 2021 plannen liggen voor een codeshare met Iraqi Airways, maar deze is er tot nu toe niet gekomen.

## Incidenten en ongevallen
Conviasa raakte betrokken bij meerdere incidenten:
- Op 16 december 2005 moest Conviasa-vlucht 2600 een buiklanding maken nadat het landingsgestel niet uitklapte.[22] Na anderhalf uur rond te vliegen boven Porlamar om kerosine te verbranden kon de De Havilland Canada Dash 7 met 40 inzittenden veilig landen.
- Op 30 augustus 2008 steeg een Boeing 737-200 met registratie YV102T op richting Latacunga in Ecuador vanuit Caracas.[23] Het vliegtuig crasht op de Illiniza. De drie bemanningsleden aan boord komen om het leven.[24]
- Op 13 september 2010 crasht Conviasa-vlucht 2350 vlak voor de landing in Ciudad Guayana.[25] In de ATR 42-300 (registratie YV1010) zitten 47 passagiers en 4 bemanningsleden. 34 mensen overleven de crash, de 17 anderen komen om.[26][27]
- Op 13 augustus 2012 breekt Conviasa-vlucht 2197 de take-off af op hoge snelheid. Hierdoor raakt het toestel van de baan en komt vlak bij een ravijn terecht.[28] De 67 inzittenden van de ATR 72-200 (registratie YV2421) raken lichtgewond.[29]